# Jwaundace Candece
Jwaundace Candece (Birmingham (Alabama), 13 januari 1978) is een Amerikaanse actrice, stuntvrouw en professioneel worstelaar.

## Carrière
Candece begon haar carrière in het professioneel worstelen bij het Amerikaanse Women of Wrestling of kortweg WOW!, zij werkte daar onder haar artiestennaam Delta Lotta Pain.
Candece verhuisde in 2000 naar Los Angeles voor haar acteercarrière, zij begon in 2001 met acteren in de film Women of Wrestling Unleashed. Hierna speelde zij nog meerdere rollen in films en televisieseries. In 2001 begon zij ook als stuntvrouw en heeft zij in meer dan 70 films en televisieseries als stuntvrouw gewerkt.

## Filmografie

### Actrice

#### Films
Uitgezonderd korte films.
- 2023 Walden - als buschauffeuse Annie
- 2022 Paradise Highway - als Tesia
- 2022 Tyson's Run - als agente
- 2021 Spider-Man: No Way Home - als Damage Control agente
- 2020 Half Brothers - als Doris
- 2019 Sextuplets - als beveiligster nr. 2
- 2017 Naked - als Shaundra
- 2017 Vengeance: A Love Story - als nachtverpleegster
- 2016 Cell - als getackeld persoon
- 2016 Barbershop: A Fresh Cut - als moeder van jongen
- 2014 Let's Be Cops - als JaQuandae
- 2013 Scary Movie 5 - als huisvrouw
- 2011 My Future Boyfriend - als gebak vrouw
- 2009 Touched - als jonge Esther
- 2001 Women of Wrestling Unleashed - als Delta Lotta Pain

#### Televisieseries
Uitgezonderd eenmalige gastoptredens.
- 2000-2017 Women of Wrestling - als Delta Lotta Pain - 16 afl.
- 2014 Resurrection - als mrs. Camille Thompson - 4 afl.
- 2013 Conan - als Mo'Monique - 2 afl.

### Stuntwerk
Selectie:
- 2025 Superman - film
- 2024 Red One - film
- 2022 Atlanta - televisieserie - 2 afl.
- 2021 Thunder Force - film
- 2018-2021 MacGyver - televisieserie - 5 afl.
- 2021 WandaVision - televisieserie - 2 afl.
- 2020 The Outsider - televisieserie - 3 afl.
- 2019 Watchmen - televisieserie - 5 afl.
- 2019 Richard Jewell - film
- 2019 Noelle - film
- 2019 King of the Monsters - film
- 2019 Avengers: Endgame - film
- 2018 Widows - film
- 2018 Avengers: Infinity War - film
- 2018 Black Panther - film
- 2017 I, Tonya - film
- 2017 Spider-Man: Homecoming - als film
- 2017 Baby Driver - film
- 2016 Boo! A Madea Halloween - film
- 2016 Mother's Day - film
- 2016 Captain America: Civil War - film
- 2015 Alvin and the Chipmunks: The Road Chip - film
- 2015 The Hunger Games: Mockingjay - Part 2 - film
- 2013-2015 Sleepy Hollow - televisieserie 9 afl.
- 2015 Lila & Eve - film
- 2015 Blackhat - film
- 2014 Selma - film
- 2014 The Hunger Games: Mockingjay - Part 1 - film
- 2010-2014 The Vampire Diaries - televisieserie 3 afl.
- 2013-2014 The Originals - televisieserie 4 afl.
- 2012-2014 Elementary - televisieserie 27 afl.
- 2013 The Hunger Games: Catching Fire - film
- 2013 Prisoners - film
- 2013 Scary Movie 5 - film
- 2013 Beautiful Creatures - film
- 2012 Flight - film
- 2012 The Avengers - film
- 2011 The Help - film
- 2010 Grown Ups - film
- 2009 Surrogates - film
- 2009 The Hangover - film
- 2009 Dance Flick - film
- 2008-2009 Terminator: The Sarah Connor Chronicles - televisieserie - 2 afl.
- 2009 Precious - film
- 2007 Freedom Writers - film
- 2006 Dreamgirls - film
- 2006 Last Holiday - film
- 2004 Taxi - film
- 2003 Scary Movie 3 - film
- 2003 Bringing Down the House - film